# Acaciella
Az Acaciella a hüvelyesek (Fabales) rendjébe, ezen belül a pillangósvirágúak (Fabaceae) családjába tartozó nemzetség.

## Tudnivalók
Egészen a 2000-es évek elejéig az Acaciella-fajok az akácia (Acacia) növénynemzetségbe tartoztak. Az előfordulási területük az Amerikákban van. Az Amerikai Egyesült Államok közepétől kezdve Közép-Amerikán és a hegyvidéki Dél-Amerikán keresztül, egészen Észak-Argentínáig találhatók meg. A Karib-térség szigetein is jelen van ez a növénynemzetség.

## Rendszerezés
A nemzetségbe az alábbi 15 faj tartozik:
- Acaciella angustissima (Mill.) Britton & Rose
- Acaciella barrancana (Gentry) L.Rico
- Acaciella bicolor Britton & Rose
- Acaciella chamelensis (L.Rico) L.Rico
- Acaciella glauca (L.) L.Rico
- Acaciella goldmanii Britton & Rose
- Acaciella hartwegii (Benth.) Britton & Rose
- Acaciella igualensis Britton & Rose
- Acaciella lemmonii (Rose) Britton & Rose
- Acaciella painteri Britton & Rose
- Acaciella rosei (Standl.) Britton & Rose
- Acaciella sotoi L.Rico
- Acaciella sousae (L.Rico) L.Rico
- Acaciella tequilana (S.Watson) Britton & Rose
- Acaciella villosa (Sw.) Britton & Rose - típusfaj